# Famille Lancefoc
Les Lancefoc ou de Lancefoc sont une famille de marchands pastelliers de Toulouse, au XIVe siècle, dont la réussite permit à certains de ses membres d'accéder à la fonction de capitoul.
Pierre Lancefoc et son frère Simon, associés de 1504 à 1513, achètent du pastel à Cintegabelle pour le commercialiser à Bayonne. Simon, capitoul en 1519, obtient, vers 1523, la confiance des banquiers de Toulouse.
Pierre de Lancefoc fut capitoul de Toulouse en 1505. Il est le père de Jacquette de Lancefoc qui épouse Étienne de Viguier. De leur union naquirent Antoine de Viguier qui fut chevalier et grand écuyer du duc d'Alençon, frère de Charles IX et Paule de Viguier (circa 1518-1610), surnommée la belle Paule, baronne de Fontenille, qui reste une des grandes personnalités féminines de Toulouse. Paule de Viguier épouse en premières noces le seigneur de Baynaguet, conseiller au parlement de Toulouse puis en secondes noces Philippe de la Roche, baron de Fontenille. Elle mourut en 1610 et fut ensevelie auprès de sa mère, qu’elle avait tendrement aimée, dans le tombeau des Lancefoc, situé aux Grands-Augustins dans la chapelle des onze mille Vierges, à la droite de l’église.
Anne de Lancefoc épouse en 1526 Jean de Cheverry, capitoul.  
Deux autres Pierre développeront et spécialiseront leurs activités en s'associant avec Jean Chévery, et Raymond Serravère. La liste des capitouls mentionne un "Pierre" en 1541, en 1549 et en 1550.
Le tombeau de la famille est aux Augustins.
Plusieurs localités ont une rue nommée Lancefoc, Toulouse, bien entendu, mais aussi par exemple Auterive (Haute-Garonne), Flourens (Haute-Garonne) et Venerque.